# Gestutztes Läusekraut
Das Gestutzte Läusekraut (Pedicularis recutita), auch Stutz-Läusekraut genannt, ist eine Pflanzenart aus der Gattung Läusekräuter (Pedicularis) innerhalb der Familie Sommerwurzgewächse (Orobanchaceae).

## Beschreibung

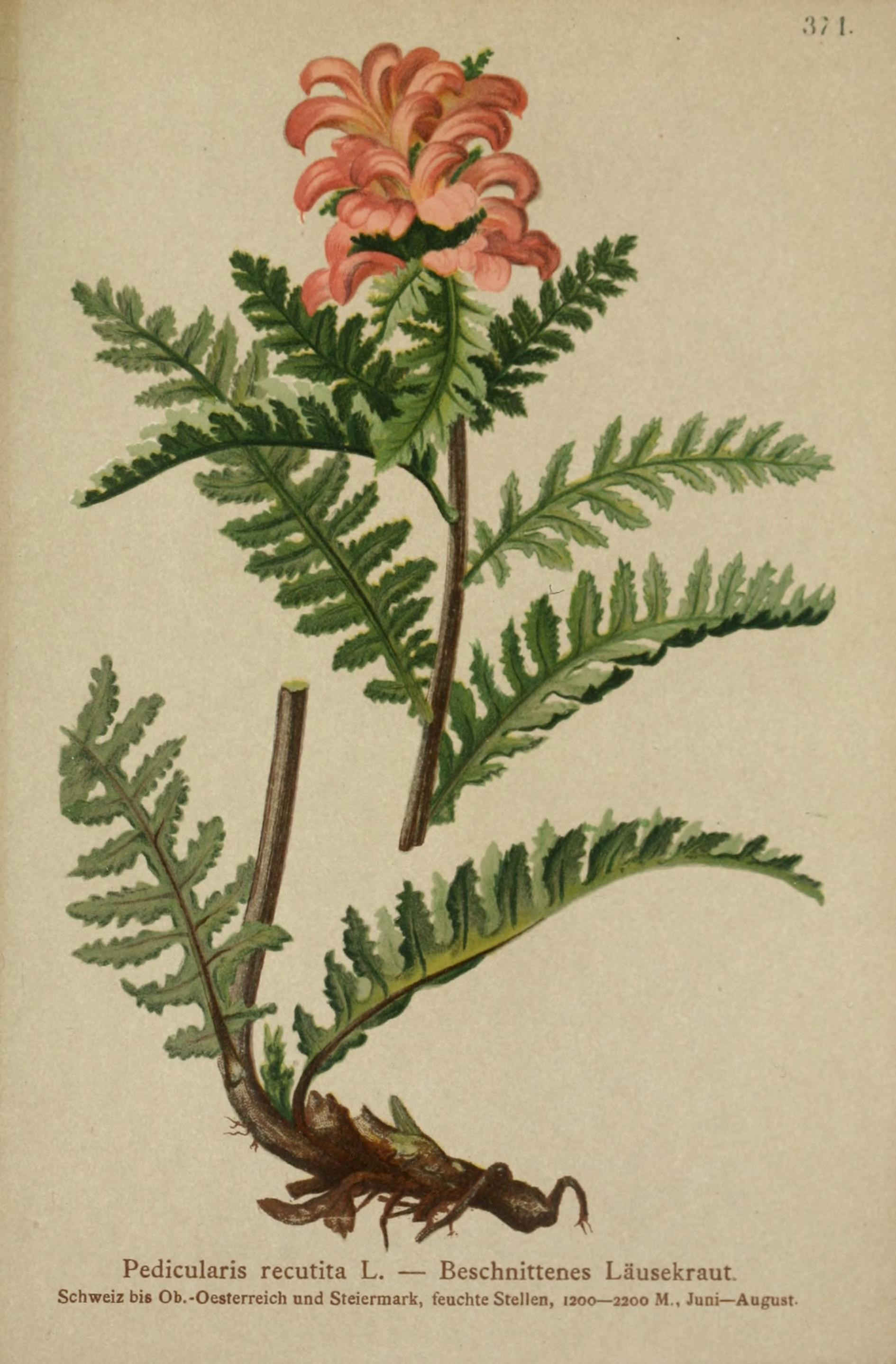
Illustration aus Atlas der Alpenflora

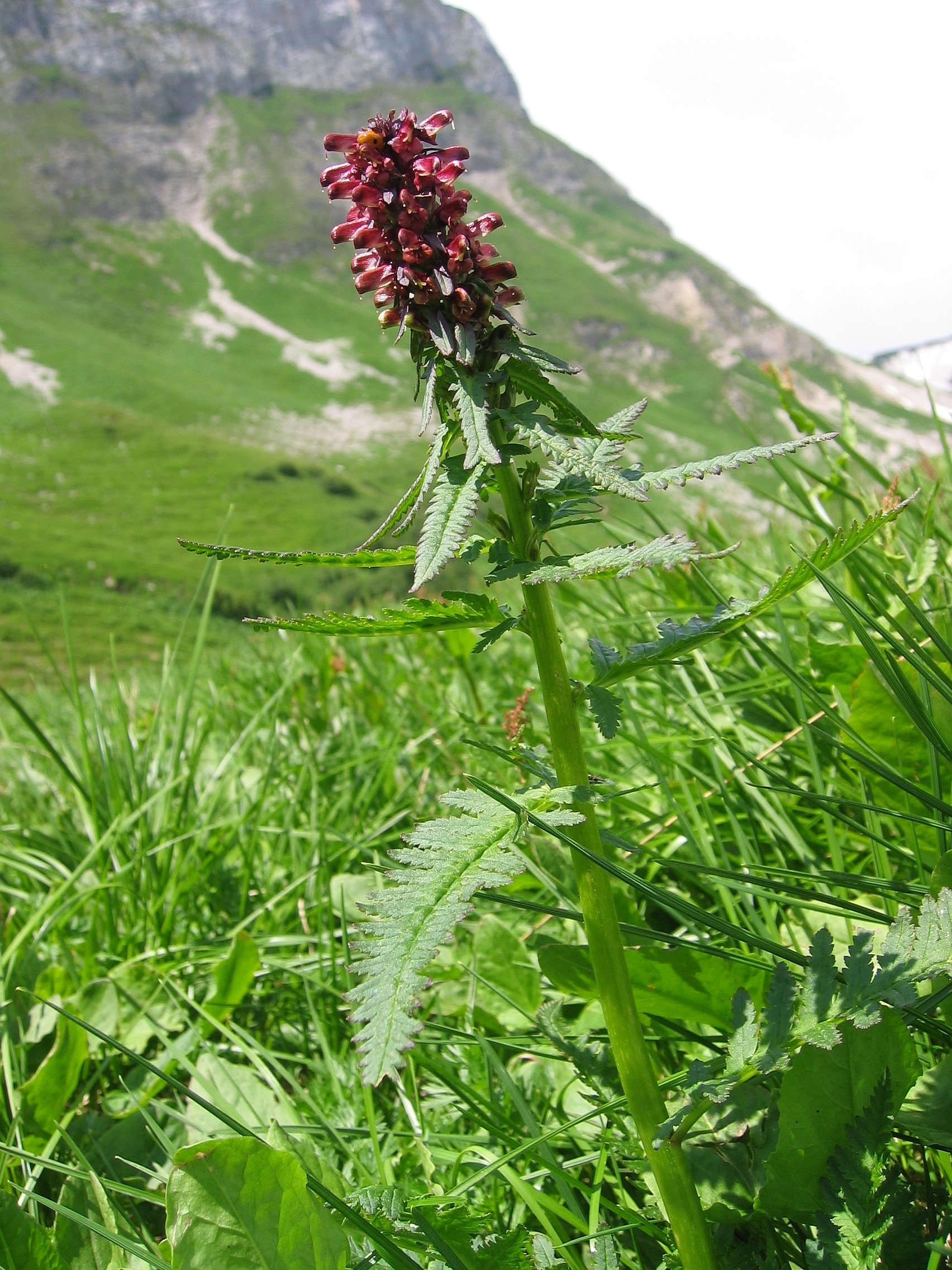
Habitus und Blütenstand im Habitat

### Vegetative Merkmale
Das Gestutzte Läusekraut wächst als ausdauernde krautige Pflanze und erreicht Wuchshöhen von 20 bis 60 Zentimetern. Die oberirdischen Pflanzenteile, außer den Kelchzähnen, sind völlig kahl. Der Stängel ist aufrecht. Bei den fiederschnittigen Laubblättern sind die oberen oft violett überlaufen. Die unteren Laubblätter sind lang gestielt.

### Generative Merkmale
Die Blütezeit reicht von Mai bis August. Viele Blüten stehen in einem anfangs dichten traubigen Blütenstand, der sich später verlängert, zusammen. Die Tragblätter sind kürzer als die Blüten; die unteren sind fiederschnittig, die oberen dreilappig oder ungeteilt. Die zwittrigen Blüten sind zygomorph mit doppelter Blütenhülle. Die Kelchblätter sind behaart. Die braunrote bis blutrote Krone ist 15 bis 20 Millimeter lang. Sie besitzt eine gerade, ungeschnabelte Oberlippe, die viel länger ist als die Unterlippe.
Die Kapselfrucht ist eiförmig, aber mit einer Spitze und fast doppelt so lang wie der Kelch.

### Chromosomensatz
Die Chromosomenzahl beträgt 2n = 16.

## Vorkommen
Das Gestutzte Läusekraut kommt in Europa nur in den Alpen vor. Es gibt Fundortangaben für die Länder Frankreich, Deutschland, Österreich, die Schweiz, Italien und Slowenien. In Österreich kommt sie zerstreut bis auf Wien und Burgenland vor.
Diese kalkliebende Pflanzenart gedeiht am besten in feuchten Rasen, Hochstauden- und Quellfluren und Grünerlengebüschen sowie auf nährstoff- und basenreichen Lehmböden. Sie kommt von der obermontanen bis subalpinen Höhenstufe in Höhenlagen von 1000 bis 2700 Metern vor. Sie gedeiht in Mitteleuropa vor allem in Pflanzengesellschaften des Caricion-ferrugineae, aber auch in feuchten Deschampsia-cespitosa-Gesellschaften aus dem Verband Cardamino-Montion.
In den Allgäuer Alpen steigt sie im Tiroler Teil am Gumpensattel bei der Rothornspitze bis zu einer Höhenlage von 2250 Metern auf.
Die ökologischen Zeigerwerte nach Landolt & al. 2010 sind in der Schweiz: Feuchtezahl F =4w+ (sehr feucht aber stark wechselnd), Lichtzahl L = 3 (halbschattig), Reaktionszahl R = 4 (neutral bis basisch), Temperaturzahl T = 2 (subalpin), Nährstoffzahl N = 4 (nährstoffreich), Kontinentalitätszahl K = 2 (subozeanisch).

## Taxonomie
Die Erstveröffentlichung von Pedicularis recutita erfolgte 1753 durch Carl von Linné.